# Kalat (Pakistan)
Kalat (brahui/urdu: قلات) – miasto w Pakistanie, w prowincji Beludżystan. W 2017 roku liczyło 36 864 mieszkańców.